# مطار مدينة جورج بست بلفاست
مطار مدينة جورج بست بيلفاست (إياتا: BHD، إيكاو: EGAC) (بالأيرلندية:Aerfort Chathair Bhéal Feirste George Best) هو مطار يقع في بلفاست، مقاطعة داون، أيرلندا الشمالية. يبعد المطار 3.2 كم عن مركز المدينة.
سمي المطار منذ افتتاحه بمطار مدينة بلفاست وذلك حتي عام 2006 حين غير اسم المطار إلي مطار مدينة جورج بست بلفاست تكريماً لجورج بست لاعب كرة القدم المشهور المولودب المدينة.
خدم المطار عام 2008 أكثر من 2.5 مليون راكب لأول مرة في تاريخ المطار، وذلك بزادة مقدارها 17.5% عن عام 2007، وزيادة 35.6% منذ ست سنوات أي من عام 2002.
المطار هو مركز العمليات الرئيسي لشركة الطيران فلايبي منذ 2003، والآن هي أكبر مشغل في مدينة بلفاست.